# هيئة التخطيط الإقليمي(وزارة التخطيط) - سوريا

## مقدمة تاريخيةللهيئة قبل عام 2006م
يعتبر المرسوم رقم 86 لعام 1968 النافذ للهيئة، حددعمل الهيئة وهي " إعداد خطط التنمية الاقتصادية والاجتماعية" ويشير إلى الوسائل المساعدة التي تدعم هذه المهمة. كما توجد بعض الوثائق اللاحقة والمتممة
للمرسوم المذكور أعلاه وهي:
- مرسوم رقم /5/ لعام 2004 المعدل للمرسوم 86 لعام 1968 بحيث تحل عبارة (رئيس هيئة تخطيط الدولة) محل عبارة (وزير الدولة لشؤون التخطيط) وعبارة (رئيس الهيئة) و(معاون رئيس الهيئة) محل عبارة (الوزير) و (معاون الوزير) كما تضمن المرسوم تعديل المادة رقم /5/ من المرسوم 86 لعام 1968 المتعلقة بمعاملة رئيس الهيئة ومهامه.[1]

## تأسيس هيئة التخطيط
تأسست هيئة التخطيط الإقليمي في سورية بموجب القانون رقم 26 لعام 2010 وتتلخص مهام وأهداف الهيئة بـ “تنظيم عملية التخطيط والتطوير الإقليمي المكاني في كافة أراضي الجمهورية العربية السورية”
دفعت الأحداث والتجارب المريرة نتيجة الحروب والصراعات العالمية التي اجتاحت المعمورة في بدايات القرن المنصرم، العالم عموماً وأوربا خصوصاً، إلى استنزاف ما طالته من موارد بشرية ومصادر ومكامن طبيعية، بدون أدنى مراعاة لحق من سيأتي لاحقاً للاستفادة منها، الأمر الذي ترك أثراً سلبياً مديداً وإرثاً منفّراً ثقيلاً لإصلاح ما خُرّب واستدراك ما فات وحماية ما بقي.
ما سبق حدا ببعض دول أوروبا، لأن تضع في حسبانها خلق آليات تسمح بالتصالح ما بين الإنسان والمكان الذي يعيش فيه، من خلال عقدٍ مصلحي، يستفيد منه الإنسان ويُحتَرَمُ فيه المكان. إنّ هذه العلاقة البراغماتية ما بين البشر والمكان حفّزت الراغبين في تحقيق الاستفادة المثلى على وضع عدد من المواثيق ما بين الإنسان والمكان، فكان التركيز على التخطيط بكافة أشكاله، ومنها، إن لم يكن أهمها، التخطيط الإقليمي والذي اُصطلِح على التعريف بأنه ” ذلك الأسلوب الذي يأخذ البعد المكاني لعملية التنمية بعين الاعتبار، لإذابة الفوارق الاقتصادية والاجتماعية بين أقاليم الدولة، وتطبيق أفضل الطرق العلمية لتحقيق أحسن استغلال للموارد الطبيعية والبشرية.
هذا الدور الهام دفع الأمم المتحدة في تقريرها الصادر عن المؤتمر الدولي للإسكان وتنمية المجتمع للتأكيد على أن التخطيط الإقليمي هو وحده القادر على معالجة المشاكل التي تصاحب النمو السريع والازدحام المخيف في المدن بما يقدمه من وسائل علمية وطرائق فنية لتحقيق التنمية الإقليمية المتوازنة للمناطق الريفية والحضرية على السواء في جميع أنحاء البلاد، وعلى اعتبار أن عملية التخطيط بشكل عام تحتاج إلى مراعاة وضع الإقليم (المكان) وإمكانياته وموارده ومشاكله ومطالبه، إلا أن عملية التخطيط هذه ستبقى قاصرة ما لم يدعمها جهاز للتخطيط الإقليمي يضطلع بدور الدارس والمحلل والمعرّف بواقع الإقليم وإمكانياته ويعمل في الوقت نفسه على تقديم الحلول المقترحات التي تنهض بواقع الإقليم (المكان).
مما سبق تظهر أهمية التخطيط الإقليمي كأداة أساسية تعتمد عليها خطط التنمية ضماناً لفعالية القرارات الإنتاجية والاستهلاكية والاستثمارية ليس في مرحلة الإعداد فحسب بل وفي مرحلة التنفيذ وعلى ذلك فإن أهداف التنمية الإقليمية لا يمكن فصلها عن أهداف التنمية الشاملة”
مهام وأهداف هيئة التخطيط الإقليمي:
يُمكن للفقرة الأولى من المادة الأولى للقانون 26 لعام 2010 والذي تأسست بموجبه هيئة التخطيط الإقليمي - سورية في الجمهورية العربية السورية والتي تنص: “تنظيم عملية التخطيط والتطوير الإقليمي المكاني في كافة أراضي الجمهورية العربية السورية” أن تلخص دور ومهمة الهيئة والتي تُعتبر تغيّراً حقيقيّاً في البنية التحتية التخطيطية في سورية. فقد اعتمد التخطيط الوطني خلال الأعوام الثلاثين الماضية على آلية التخطيط القطاعي والمالي من خلال الخطط الخمسية، والتي بلغت مستوى عالٍ من العراقة التخطيطية في مستهلّ الخطة الخمسية الحادية عشرة التي تم إقرارها وروعي فيها أهمية دور التخطيط الإقليمي والجهة التي تمثله في تنفيذ هذه الخطة من الناحية المكانية، وإدراكاً منها لأهمية هذا الدور فقد عملت الهيئة منذ لحظة تأسيسها على تطوير عدد من المداخلات التخطيطية على كافة المستويات المكانية، تسعى من خلالها إلى استعادة التوازن بين الأنشطة البشرية المتنوعة وبين ما ينشأ عنها من استهلاك للموارد الطبيعية المحدودة، من خلال التحقق من قدرة هذه الموارد على التجدد واستدامة مستويات التنمية.
وتحدد المادة العاشرة من القانون 26 أهداف ومهام الهيئة التالية ؛
1. تقديم المقترحات للمجلس الأعلى للتخطيط الإقليمي حول كافة قضايا التطوير والتخطيط الإقليمي.
2. وضع الأسس والمعايير الفنية والمؤشرات للإطار الوطني للتخطيط الإقليمي والخطط الإقليمية والإشراف على تطبيقها.
3. إعداد الإطار الوطني للتخطيط الإقليمي.
4. إعداد الخطط الإقليمية أو تكليف جهات فنية أخرى (عامة أو خاصة) والإشراف على عملها.
5. مراجعة وتدقيق كافة المشاريع وخطط التنمية ذات الأهمية على المستوى الإقليمي والتي تقترحها كافة جهات القطاعين العام والخاص.
6. التوصية إلى المجلس الأعلى باعتماد وإقرار الإطار الوطني للتخطيط الإقليمي، وكافة خطط ومشاريع ومعايير وإرشادات وضوابط التخطيط والتنمية الإقليمية.
7. متابعة ورصد إعداد وتنفيذ الخطط الإقليمية ورفع تقارير دورية عنها إلى المجلس الأعلى.
8. إنشاء قاعدة معلومات التخطيط الإقليمي.
9. التنسيق والتشاور مع المجلس الأعلى والوزارات وهيئة تخطيط الدولة والمحافظات والمجالس المحلية للمدن حول كل القضايا المتعلقة بالتخطيط الإقليمي.

وتعتبر مهمّة إعداد الإطار الوطني للتخطيط الإقليمي بوصفها المهمّة التخطيطية الأساسية، حيث قطعت الهيئة منذ تأسيسها شوطاً بعيداً في إعداد المسودة الأولى لهذا الإطار والتي ستطرح للنقاش مع كافة الجهات المعنية في الربع الأول من عام 2012. لا تمثّل هذه المرحلة من العمل الخطوة الأولى على صعيد التشارك التخطيطي مع الجهات المعنية، فقد سبقتها خطوات على صعيد التنسيق البيني مع كافة القطاعات واستيعاب شامل لخططها المحلية، بالإضافة للتنسيق المستمر مع هيئة التخطيط والتعاون الدولي بوصفها الجهة ذات الخبرة في التخطيط الشامل، والمسؤولة عن الهيكلة المالية وترتيب الأولويات ضمن رؤية الاقتصاد الكلّي. كما تسعى الهيئة ضمن خطتها الزمنية إلى وضع الصياغة النهائية للإطار الوطني وإقراره خلال الربع الثاني من العام 2012، وسيصدر الإطار عن هيئة التخطيط والتعاون الدولي وهيئة التخطيط الإقليمي معاً، وسيكون ملزماً لكافة جهات القطاعين العام والخاص مدة 15 عاماً .

## قائمة وراء التخطيط
- السيد حسن جبارة وزير التخطيط في الجمهورية العربية السورية 6/3/1958- 7/10/1958
- السيد نور الدين كحالة وزير التخطيط في الإقليم السوري بالنيابة 7/10/1958- 16/8/1961
- السيد الدكتور عبد الوهاب حومد وزير دولة للتخطيط 16/8/1961- 29/9/1961
- السيد الدكتور نعمان الأزهري وزيراً للتخطيط 29/9/1961- 20/11/1961
- السيد المهندس عبد الرحمن حورية وزيراً للتخطيط 20/11/1961- 22/12/1961
- السيد نعوم السيوفي وزيراً للتخطيط 22/12/1961- 27/3/1962
- السيد المهندس صبحي كحالة وزيراً للتخطيط 16/4/1962- 17/9/1962
- السيد الدكتور نهاد ابراهيم باشا وزيراً للتخطيط 17/9/1962- 8/3/1963
- السيد هاني الهندي وزيراً للتخطيط 9/3/1963- 11/5/1963
- السيد العميد أركان حرب غسان حداد وزيراً للتخطيط 12/5/1963- 23/9/1965
- السيد العقيد محمد خير بدوي وزيراً للتخطيط 23/9/1965- 27/12/1965
- السيد الدكتور عبد الوهاب خياطة وزيراً للتخطيط 1/1/1966- 28/9/1967
- السيد عبد الحميد الحسن وزيراً للتخطيط 28/9/1967- 29/10/1968
- السيد الدكتور ناجي الدراوشة وزير دولة لشؤون التخطيط 29/10/1968- 16/11/1970
- السيد سامي صوفان وزير دولة لشؤون التخطيط 21/11/1970- 3/4/1971
- السيد الدكتور محمد العمادي وزير دولة لشؤون التخطيط 3/4/1971- 23/12/1972
- السيد مصطفى حلاج وزير دولة لشؤون التخطيط 23/12/1972- 1/9/1974
- السيد الدكتور نور الله نور الله وزير دولة لشؤون التخطيط 1/9/1974- 7/8/1976
- السيد الدكتور جورج حورانية وزير دولة لشؤون التخطيط 7/8/1976- 14/1/1980
- السيد الدكتور سليم ياسين وزير دولة لشؤون التخطيط 14/1/1980- 3/12/1981
- السيد الدكتور كمال شرف وزير دولة لشؤون التخطيط 3/12/1981- 8/4/1985
- السيد الدكتور صباح بقجه جي وزير دولة لشؤون التخطيط 8/4/1985- 29/6/1992
- السيد الدكتور عبد الرحيم السبيعي وزير دولة لشؤون التخطيط 29/6/1992- 13/3/2000
- السيد الدكتور عصام الزعيم وزير دولة لشؤون التخطيط 13/3/2000- 15/12/2001
- السيد الدكتور توفيق اسماعيل رئيس هيئة تخطيط الدولة 15/12/2001- 2/10/2003
- السيد محمد بسام السباعي رئيس هيئة تخطيط الدولة 2/10/2003- 21/12/2003
- السيد عبدالله الدردري رئيس هيئة تخطيط الدولة 22/12/2003- 11/3/2007
- السيد الدكتور تيسير الرداوي رئيس هيئة تخطيط الدولة 11/3/2007- 10/1/2010
- السيد الدكتور عامر حسني لطفي رئيس هيئة تخطيط الدولة 18/1/2010- 5/1/2011
- السيد الدكتور عامر حسني لطفي رئيس هيئة التخطيط والتعاون الدولي 5/1/ 2011- 11/7/2012
- السيد الدكتور محمد غسان الحبش رئيس هيئة التخطيط والتعاون الدولي 11/7/2012- 15/7/2013
- السيد الدكتور همام الجزائري رئيس هيئة التخطيط والتعاون الدولي 15/7/2013- 1/9/2014
- السيدة ريمه القادري رئيس هيئة التخطيط والتعاون الدولي 1/9/2014- 25/8/2015
- السيد الدكتور قيس محمد خضر رئيس هيئة التخطيط والتعاون الدولي 25/8/2015- 3/7/2016
- السيد الدكتور عماد الصابوني رئيس هيئة التخطيط والتعاون الدولي 10/8/2021 - 3/7/2016
- السيد الدكتور فادي سلطي الخليل رئيس هيئة التخطيط والتعاون الدولي 10/8/2021.[2]

## روابط خارجية
موقع هيئة التخطيط الإقليمي
صفحة هيئة التخطيط الإقليمي على موقع التواصل الإجتماعي فيسبوك Facebook  على فيسبوك.
صفحة هيئة التخطيط الإقليمي على اليوتيوب Youtube
صفحة هيئة التخطيط الإقليمي على موقع التواصل الاجتماعي لينكد إن Linkedin